# Renault Mégane E-Tech Electric
Renault Mégane E-Tech Electric — электромобиль на базе Renault Mégane, выпускаемый компанией Renault с 2022 года. По габаритам модель близка к Renault Kaptur.

## История
Первый серийный экземпляр Renault Mégane E-Tech Electric был представлен в Мюнхене в сентябре 2021 года на выставке IAA. В Европе модель продаётся с февраля 2022 года.

## Mégane eVision

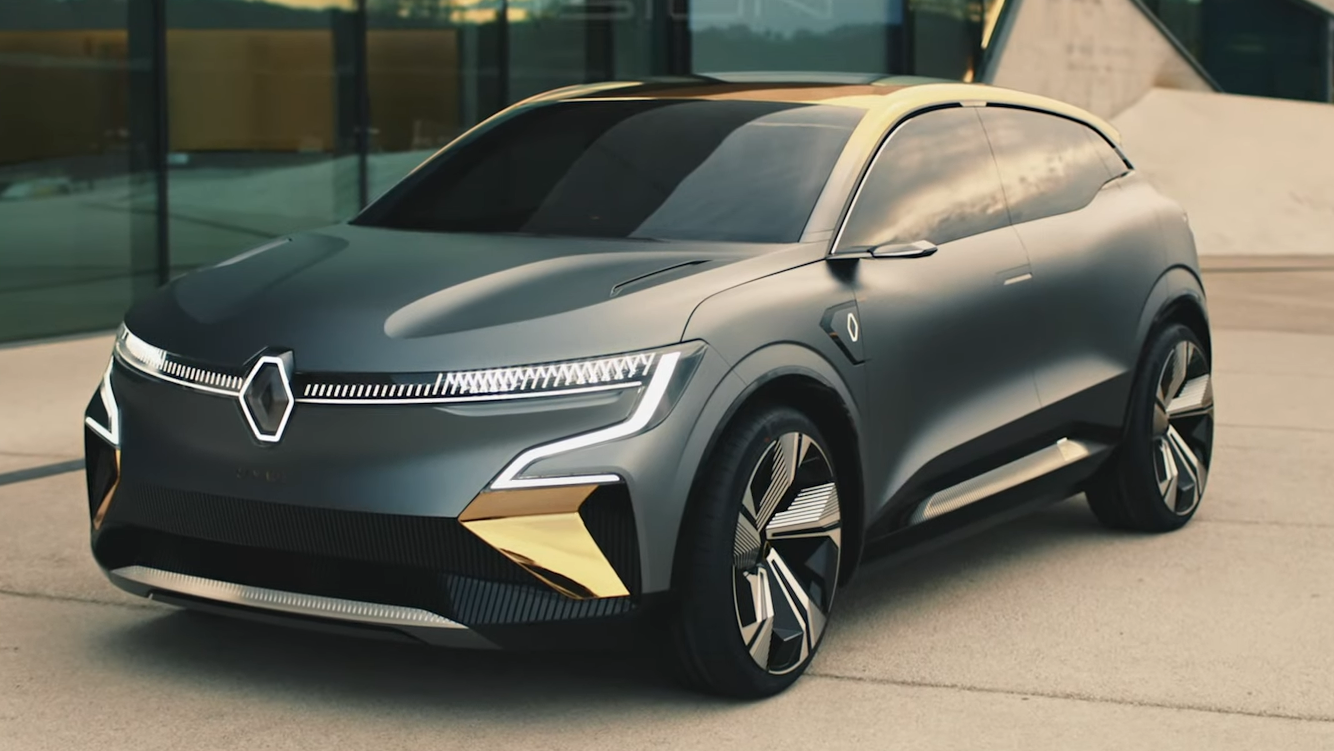
Renault Mégane eVision

Renault Mégane eVision — концепт-кар, представленный в октябре 2020 года.

## Дизайн
Первоначально были представлены два экземпляра. Директор завода Renault Лука де Мео выбрал модель, у которой «спортивный» дизайн. В журнале Top Gear автомобиль признан «нормальным», по сравнению с другими. Тест Euro NCAP оценён на 5 звёзд.

## Производство
| Год  | Количество |
| ---- | ---------- |
| 2022 | 25 680     |

## Галерея
| - Вид сзади - Место водителя - Багажник |